# Oliver Stöckli
Oliver Stöckli (* 28. Dezember 1976) ist ein ehemaliger Schweizer Fussballspieler. Er spielte auf der Position des Torhüters.
Stöckli begann seine Karriere beim FC Basel im Jahr 1996. Nach nur sieben Einsätzen in zwei Saisons wechselte er zur Saison 1998/1999 zum FC Baden. Nach nur einem Jahr kehrte er zu Basel zurück. Nach einer weiteren Saison wurde er zum FC Winterthur und später zum FC St. Gallen transferiert. Bei St. Gallen hatte er seine aktivste Zeit und wurde in 44 Spielen eingesetzt. 
Nach Abstechern beim FC Lugano, FC Sion und FC Concordia Basel wechselte er in der Winterpause der Saison 2004/05 zum FC Aarau und kehrte im Jahr 2006 zum FC Winterthur zurück. Dort spielte er relativ erfolgreich und wurde wieder regelmässig eingesetzt. 
Ab 2008 war Stöckli wieder beim FC Basel unter Vertrag. Dort kam er als 3. resp. ab Juni 2009 4. Torhüter nur sehr selten zum Einsatz und war überdies im Trainerteam der Nachwuchsmannschaft engagiert. Ende Saison 2009 beendete Oliver Stöckli seine aktive Fussballkarriere.